# Potamochoerus larvatus
Il potamocero (Potamochoerus larvatus F.Cuvier, 1822) è un mammifero della famiglia dei suidi, diffuso dalla Somalia alla provincia del Natal in Sudafrica. Vive inoltre in Madagascar, nelle Comore e a Mayotte, dove è stato probabilmente introdotto dall'uomo.

## Descrizione
Misura fra i 65 e gli 85 cm al garrese e pesa tra i 50 e gli 85 kg. È fornito di una peluria fitta e lunga di un colore che va dal rossiccio al marrone scuro, che tende a scurirsi sempre più con l'età. In entrambi i sessi è presente un mantello di pelo più chiaro sulle spalle, che si gonfia quando l'animale è agitato. Le orecchie e la fronte sono tendenti al bianco. Le zanne sono piuttosto piccole: i maschi sono generalmente più grandi e robusti delle femmine.
Si differenzia dai facoceri e dai maiali domestici perché corre con la coda verso il basso, inoltre ha un grugno molto muscoloso e occhi più piccoli.
Il Potamochoerus larvatus è strettamente imparentato con il Potamochoerus porcus.

## Biologia
È un animale sociale che vive in gruppi di 12 o più individui, normalmente composti da una coppia dominante, varie femmine subordinate ed i giovani non ancora maturi sessualmente. I cuccioli nascono in estate in numero di 4 o più ed i genitori diventano molto aggressivi quando si tratta di difenderli.
Sono animali onnivori che mangiano radici, frutti, insetti e piccoli mammiferi. Mentre si nutrono grugniscono flebilmente, mentre quando sono allarmati emettono una sorta di ruggito.

## Distribuzione e habitat
I confini esatti che separano l'areale del P. larvatus da quello del P. porcus non sono chiari ma in linea generale si può dire che P. porcus occupa la parte centrale e occidentale dell'Africa, mentre P. larvatus occupa la parte orientale e meridionale. Nelle aree di contatto si pensa che si possano verificare degli incroci, anche se alcuni autori contestano questa possibilità.
Fino a poco tempo fa il potamochero dell'Africa occidentale era spesso considerato una variante arancione di P. larvatus. Si pensa che gli esemplari che vivono in Madagascar appartengano alla specie P. larvatus anche se alcune autorità assegnano i suini presenti in questa isola a due sottospecie (larvatus e hova). Molta confusione rimane sulla colorazione dei potamocheri. In termini generali, si può affermare con una certa sicurezza che gli esemplari più a sud sono grigi e man mano che ci si muove a nord e a ovest il mantello diventa più arancio mentre per i maschi adulti la fronte diventa più nera.